# Guennadi Novitski
Hienadz Navitski
Pour les articles homonymes, voir Novitski.
Guennadi Vassiliévitch Novitski (en russe : Геннадий Васильевич Новицкий ; en biélorusse : Генадзь Васілевіч Навіцкі, Hienadz Vassiliévitch Navitski), né le 2 janvier 1949 à Moguilev dans la RSS de Biélorussie, est un homme d'État biélorusse, Premier ministre de 2001 à 2003.

## Biographie
Ingénieur en génie civil, Novitski travaille dans le secteur du bâtiment et rejoint la vie politique à partir de 1988. Il soutient Alexandre Loukachenko pour l'élection présidentielle de 1994. Peu après, il est nommé ministre de l'architecture et de la construction, puis devient vice-Premier ministre en 1997. Après la démission de Vladimir Ermochine, il est nommé Premier ministre par intérim le 1er octobre 2001, puis confirmé par le Parlement dix jours plus tard. Relevé de ses fonctions le 10 juillet 2003, il exerce la fonction de président du Conseil de la République, la chambre haute du Parlement biélorusse, de juillet 2003 à octobre 2008.